# DVD-R DL
DVD-R DL (DL står för Dual Layer), även kallad DVD-R9, är ett digitalt optiskt lagringsmedium och en vidareutveckling av DVD-R. DVD-R DL-skivor består av två inspelningsbara lager, varje lager rymmer nästan 4,7 GB, vilket ger en total kapacitet på 8,54 GB (7,96 GiB). Skivorna kan läsas i många DVD–spelare (äldre enheter är mindre kompatibla) och kan skrivas med DVD-R DL –kompatibla brännare.
| DVD-R DL           | Kapacitet | Kapacitet |
| Fysisk storlek     | GB        | GiB       |
| ------------------ | --------- | --------- |
| 12 cm, enkelsidig  | 8,5       | 7,92      |
| 12 cm, dubbelsidig | 17,1      | 15,93     |
| 8 cm, enkelsidig   | 2,6       | 2,42      |
| 8 cm, dubbelsidig  | 5,2       | 4,84      |

## Dual Layer
DVD-R och DVD+R som baseras på Dual Layer tillåter betydligt mer data än Single layer.
DVD-R DL utvecklades för DVD Forum av Pioneer Corporation, medan DVD+R DL utvecklades för DVD+RW Alliance av Philips och Mitsubishi Kagaku Media (MKM).
En Dual Layer–skiva skiljer sig från den vanliga DVD–motsvarigheten genom att använda ett fysiskt andralager i själva skivan. Enheten med Dual Layer–kapabilitet kommer åt det andra lagret genom att stråla med lasern genom det första halvtransparenta lagret. Lagerbytet kan orsaka en märkbar paus i vissa DVD–spelare, upp till flera sekunder. Detta ledde till att mer än några få tittare oroade sig att deras Dual Layer–skivor var skadade eller defekta, vilket resulterade i att filmbolagen började använda ett standardmeddelande som förklarade Dual Layer-pausen på alla sådana skivförpackningar.
Inspelningsbara DVD-skivor som stöder denna teknik är bakåtkompatibla med vissa DVD–spelare och DVD-ROM-enheter. Många nuvarande DVD–brännare stöder Dual Layer–teknik, och priset är nu jämförbart med priset på Single Layer–brännare, även om de tomma skivorna fortfarande är dyrare. Inspelningshastigheten som uppnås av Dual Layer–skivorna är fortfarande långsammare än för Single Layer–skivor.
Det finns två lägen för Dual Layer–orientering. Med Parallell Track Path (PTP), som används av DVD-ROM, så börjar båda lagren vid centrum (ID) och avslutar längst ut (OD). Med Opposite Track Path (OTP), som används av DVD-Video, så börjar det undre lagret vid centrum och det övre lagret vid längst ut. Dock är det bara tomma hårddiskar och enheter som stöder detta läge som finns tillgängliga för närvarande.

## Inspelningsbara DVD–spelare (kapacitetsjämförelse)
Som jämförelse visar tabellen nedan lagringskapaciteten för de fyra vanligaste inspelningsbara DVD–skivorna. (SL) står för standard Single Layer skivor, medan DL betecknar Dual Layer–varianter.
| Disktyp    | antal sektorer för data (2 048 B var) | kapacitet i bytes | kapacitet i GB | kapacitet i GiB |
| ---------- | ------------------------------------- | ----------------- | -------------- | --------------- |
| DVD-R (SL) | 2 298 496                             | 4 707 319 808     | 4,7            | 4,384           |
| DVD+R (SL) | 2 295 104                             | 4 700 372 992     | 4,7            | 4,378           |
| DVD-R DL   | 4 171 712                             | 8 543 666 176     | 8,5            | 7,957           |
| DVD+R DL   | 4 173 824                             | 8 547 991 552     | 8,5            | 7,961           |